# Klaus Schneider (Maler, 1951)
Klaus Schneider (* 1951 in Büdingen) ist ein deutscher Maler, Zeichner und Fotograf. Er ist ein Vertreter der konzeptionellen Malerei und der Visuellen Poesie. Zeichnung, Fotografie, Wand- und Raumobjekte zählen ebenso zu seinem Werk wie Installationen und Kunst am Bau.

## Leben
Nach seiner Ausbildung zum Bauzeichner studierte Klaus Schneider von 1976 bis 1983 zunächst an der Universität Frankfurt Philosophie, Germanistik, Geschichte und Kunstpädagogik. Von 1985 bis 1987 folgte an der Internationalen Sommerakademie für Bildende Kunst in Salzburg ein Studium der Malerei, Zeichnung und Radierung. Im Anschluss an sein Studium erhielt Schneider verschiedene Stipendien und erhielt von der Stadt Frankfurt ein Förderatelier. 2000 nahm er an dem Austauschprogramm Artists in Residence im Wallis in der Schweiz teil.
Von 1988 bis 1999 unterrichtete Schneider Druckgrafik mit Schwerpunkt Radierung an verschiedenen Institutionen. 1988 war er als Assistent in der Klasse Radierung an der Internationalen Sommerakademie Salzburg tätig. Von 2002 bis 2019 folgten Gastprofessuren und Lehraufträge für Kunst am Institut für Kunstpädagogik der Universität Frankfurt, am Institut für Kunstpädagogik der Justus-Liebig-Universität Gießen und der Hochschule Darmstadt. 2019 entwickelte Schneider in Kooperation mit dem Dialogmuseum Frankfurt und dem Atelier Goldstein einen Workshop.
1991 kuratierte er das Austauschprojekt DA mit Salzburger und Frankfurter Künstlern. 1992 gründete er das 1. Ronneburg-Symposion Bildender Künstler. 2010 kuratierte er das Projekt „Blindheit des Sehens“ in Kooperation mit dem Dialogmuseum Frankfurt und dem Frankfurter Kunstblock, das 2012 in der Städtischen Galerie Bad Nauheim fortgesetzt wurde.
Klaus Schneider ist verheiratet mit der Buchgestalterin und Buchherstellerin Cosima Schneider. Er lebt und arbeitet in Frankfurt am Main und im Piemont.

## Werk
Sprachfaszination und Sprachskepsis gleichermaßen sind Ausgangspunkt und Kern seines konzeptuellen Werkes. Schneider arbeitet mit einem sprachphilosophischem Ansatz zum Thema der Zeichensysteme in Schrift und Bild und setzt dies in diversen Medien um. Als zentrales Ausdrucksmittel seiner künstlerischen Reflexion über den Zusammenhang von Kommunikation und Wahrnehmung bedient Schneider sich der Blindenschrift. Der Künstler integriert Sprache als einzelne Begriffe oder komplexe Texte in seine Arbeiten und übersetzt diese in das Punktesystem der Brailleschrift.

### WortFarbeWort
Zu seinen Schlüsselwerken zählen: Die Bild/Text-Untersuchungen im Projekt „Wort-Farbe_Farb-Wort“: Schneider zeigt hier die „Sinnlichkeit der Farbe“, ihren Reichtum an Modulationen gegenüber der Abstraktheit der Sprache. Die Farbe der Worte wird entwickelt, indem er dem Blindenschrift-Code systematisch Farben zuordnet und die Farbworte in verschiedenen Sprachen miteinander vergleicht. So wird durch die Konstruktion der Farben und ihrer visuellen Erscheinung nach seinen Vorstellungen deutlich, dass nicht nur der Klang der Worte und ihre Schreibweisen sich vom jeweils Gemeinten unterscheiden.

### Ein Würfelwurf
In diesem Projekt greift Klaus Schneider auf das Gedicht „Un Coup de dés jamais n’abolira le Hasard“ von Stéphane Mallarmé zurück und überführt es mittels Blindenschrift und in mehreren Transformationsstufen in einen zehnteiligen, - von Mallarmé assoziierten - Sternenhimmel als reales Bild. Nach einer Ausstellung im Goldsaal des Hessischen Rundfunks 1994, mit der Vertonung des Würfelwurf-Gedichtes durch den Cellisten Frank Wolf folgten ein Ankauf der Deutschen Nationalbibliothek in Frankfurt 1995 und ein Kunst-am-Bau-Auftrag im neuen Hörfunkgebäude des Hessischen Rundfunks 1996.

### Sprachbilder
„Je näher man ein Wort ansieht, desto ferner sieht es zurück“ Karl Kraus
Die Werkgruppe der „Sprachbilder“, die an Hofmannsthals Chandos-Brief anknüpft, bildet Schneiders ambivalentes Verhältnis zur Sprache in unzähligen Variationen ab: Einerseits die Faszination gegenüber der gesprochenen und geschriebenen Sprache, andererseits seine Frage, ob Sprache ihren kommunikativen Auftrag auch erfüllen kann. Die Unzuverlässigkeit der Übersetzung subjektiver Wahrnehmung in (scheinbar) objektive Sprache, ist Antrieb, sich künstlerisch mit der sprachlichen Kommunikation auseinanderzusetzen.
Schneider verdeutlicht seine zwiespältige Haltung zur Sprache, indem er Worte und Texte, bezugnehmend auf die Tradition der visuellen und konkreten Poesie in seine Bilder integriert.
Schneiders Sprachbilder führen dem Betrachtenden das Dilemma vor Augen, dass mit Worten alleine nicht hinter die Dinge der Welt zu kommen ist, denn die sinnlich wahrnehmbare Lautfolge (Bezeichnendes) und die mit ihm verbundene Bedeutung (Bezeichnetes) sind nicht identisch.

### Haiku
In den Arbeiten seit 2010 beschäftigt sich Schneider konzeptionell mit dem Thema Haiku. Er verfolgt die Idee, aus der Konvention der siebzehn Silben des Haiku ein Gesamtkunstwerk aus Wort, Bild, Klang und Raum zu realisieren.
1. Wort: Seine Haiku-Texte kreisen inhaltlich weniger um Ereignisse und Beobachtungen der Natur, sondern sie setzen sich mit seinen künstlerischen Grundfragen nach dem Zusammenhang von Wahrnehmung und Sprache auseinander.
2. Bild: Seine Bilder und Objekte illustrieren keinen konkreten Text. Vielmehr entstehen bildnerische Analogien aus siebzehn Formen und Farben und bilden eigenständige formale Bildlösungen.
3. Klang: Die Texte werden in Blindenschriftgeschrieben, die Blindenschrifttexte werden auf Notenlinien übertragen. Mit Musikern werden Partituren für ihr jeweiliges Instrument erarbeitet.
4. Raum: Die 17teiligkeit wird in die dritte Dimension in Faltungen und Objekten übertragen.

## Zitate
»(…) Jede Kommunikation löst ein Geflecht von Nebenschauplätzen aus. Diese Nebenschauplätze werden durch das Chiffrieren der Textaussage zum Mittelpunkt der künstlerischen Arbeit von Klaus Schneider.« Klaus Klemp
»(…) Die Schrift wird bildhaft und das Bild provoziert dazu 'gelesen' zu werden. (…) An die Stelle des rationalen Aufnehmens eines herkömmlich zu lesenden Textes tritt die assoziative Wahrnehmung von grafischen Strukturen, der Formen und der subtil aufgetragenen gebrochenen Farben.« Christa Weber

## Ausstellungen (Auswahl)
- 1990: prä-denkersuche, Kunstverein Salzburg und Galerie der Stadt Wels
- 1994: ein würfelwurf, Marielies-Hess-Stiftung im Hessischen Rundfunk Frankfurt
- 1995: über das (un)scheinbare, Arbeitskreis Stadtzeichner Alsfeld
- 1995: neue arbeiten, Galerie Arte Giani Frankfurt
- 1997: sprachbilder, Galerie G Freiburg und Galerie Schütte Essen
- 2000: IST MIR BEKANNT DASS ICH SEHE? Bellevue-Saal Wiesbaden (mit Traudel Hasselbach)
- 2000: mit 1000 augen, Kunstverein Friedberg
- 2000: das eigentliche liegt dazwischen, Galerie Schütte Essen
- 2000: one men show, Kunst Zürich mit Gal. Markus Richter Berlin
- 2001: mich sehen? Galerie König Hanau
- 2001: nice to see you, Kunstverein Siegen
- 2001: alles klar sagen, Galerie Markus Richter Berlin
- 2001: WORTE UND SCHNITTE, Bundesministerium für Arbeit und Sozialordnung Berlin (mit Heide Weidele)
- 2002: wenn sehen ein zeugen wäre? Galerie G Freiburg
- 2002: licht in sicht, Luminale Frankfurt
- 2002: licht in sicht, Galerie Schütte Essen
- 2003: sprachbilder, Galerie Forum Usingen
- 2003: erkenntnisse …? Kunsthalle Gießen, Kunstmuseum alte Post Mülheim/Ruhr und Stadtmuseum Siegburg
- 2004: Ein Versuch die Augen zu öffnen, Galerie König Hanau (E)
- 2004: WHAT YOU SEE IS WHAT YOU GET, Kunstverein KISS Untergröningen
- 2004: eine apologie des unsichtbaren, Galerie Schütte Essen
- 2004: sinn der sinne, Städtisches Museum Engen
- 2005: GLAS, KV Walkmühle Wiesbaden
- 2005: LA MAIN DANS LA MAIN, Kunstverein Bad Salzdetfurth
- 2006: blind date, Neuer Kunstverein Gießen
- 2006: eine apologie des unsichtbaren, Galerie Schütte Essen
- 2007: neue arbeiten, Galerie Neuendorf Memmingen
- 2008: text, Galerie G Freiburg
- 2008: text, Galerie Schütte Essen
- 2008: MATHEMA, Technikmuseum Berlin
- 2009: FIGÜRLICH, ABSTRAKT, KONKRET, Künstlerverein Walkmühle Wiesbaden
- 2010: Inspiration mallarmé, Amthof Galerie Bad Camberg
- 2011: FARBE RAUM KONZEPT, Galerie Schütte Essen
- 2012: BLINDHEIT DES SEHENS, Städt. Galerie Trinkkur Bad Nauheim
- 2012: augeNschEIN – Nacht der Museen DialogMuseum Frankfurt (E)
- 2012: Haiku, Galerie Schütte Essen
- 2012: PERSONAL CHOICE, Ausstellungshalle 1A Frankfurt
- 2012: KUNST PRIVAT advotec Gießen (mit Heide Weidele)
- 2012: aquabete Galerie Neuendorf Memmingen
- 2013: neue sprachbilder, Galerie G Freiburg; nix, Atelier FFM
- 2014: fensterbilder, Photobastei Zürich
- 2015: BILD-WORT-BILD, Mannheim, Hanau, Kaiserslautern (mit Judith Röder, Waldtraud Munz)
- 2015: haiku, DreieichMuseum
- 2015: die unbeleuchtete Seite der worte, Kunstverein KM570 Koblenz/Pfaffendorf
- 2016: Haiku, KunstSalon Glättman Zürich
- 2016: Haiku, Galerie G Freiburg
- 2016: Shangri-la, modo-Verlag, Freiburg
- 2017: BILDKLANGKLANGBILD, Kunstverein Unna
- 2017: HOMAGE AN DAS OBERFELD, Designhaus Darmstadt
- 2017: HYDROPHIL, Galerie Schmidt und Schütte Köln
- 2017: zwischenspiel (mit Michael Kolod), AtelierFrankfurt
- 2018: BILDKLANGKLANGBILD, Galerie Fenna Wehlau München
- 2018: code 17-4, Oberfinanzdirektion Frankfurt (mit Kevin Clarke)
- 2019: ETÜDEN, Galerie Goldstein Frankfurt
- 2019: in augen schein, Galerie G Freiburg
- 2019: die stille im blick, Galerie m50 Oberursel
- 2019: WEISS UND BUND, Galerie LoStudio Büdingen
- 2020: MAKE YOUR OWN EXHIBITION, Kunsthalle Zürich
- 2020: haiku-raumzeichnung II, Parco d’Arte Quarelli Piemonte/It
- 2020: BildKlangKlangBild, Galerie G Freiburg
- 2021: lassen sich worte wie farben berühren? Galerie Lo Studio Büdingen

Schneider hat seit 1988 an zahlreichen Gruppenausstellungen in Deutschland und in Europa teilgenommen.

## Kunst am Bau
- 1996 ein würfelwurf, 4teilige Arbeit aus der Serie EIN WÜRFELWURF. Deutsche Nationalbibliothek Frankfurt Lesesaal
- 1998 ein würfelwurf, Wandmalerei, Hessischer Rundfunk Frankfurt, Neues Hörfunkgebäude
- 1999 zweiundsiebzig räume, Glasobjekte und Zimmerschilder, Inside Hotel im Eurotheum Frankfurt, Flure
- 1999 wenn der mensch nur …, Wandinstallation aus Hinterglasmalerei-Objekten, Stiftung Deutsche Sporthilfe Frankfurt
- 2001 fenster der seele, Bundesministerium für Arbeit und Sozialordnung Berlin
- 2001 sehen und sagen, Wandmalerei mit Text in Brailleschrift und Hinterglasmalerei-Objekten, Nassauische Sparkasse Wiesbaden
- 2001 stufen, Brailletext aus Swarovski-Steinen, Sammlung Teunen, Schloß Johannisberg
- 2003 schönheit, Vierteilige Glasschiebetür mit Brailletextapplikation, Haus Hug-Unmüßig Freiburg
- 2005 welche worte sagen wahrheit?, Wandmalerei mit Brailletext und Hinterglasmalerei-Objekten, Sparkasse Weserbergland Hameln
- 2007 das vergnügen zu geben…, Fotografische Übertragung auf Resopal auf 10teilige Faltwand, Mariengemeinde Frankfurt, Neues Gemeindehaus
- 2008/09 erkennende wesen, Fassadenband, Metallfolie auf lackiertem Aluminium, RiedbergZentrum Frankfurt
- 2011 erkenntnisfragen, Semitransparente Folien auf Glastrennwände, Forschungs- und Entwicklungszentrum Fronius International GmbH Wels AT

## Werke in öffentlichen Sammlungen
advotec Gießen // Allgemeine Deutsche Direktbank Frankfurt // Arthur Andersen Eschborn // Bayerische Staatsbibliothek München // Bibliothèque National de Luxembourg // Bundesministerium für Arbeit und Sozialordnung Berlin // Deutsche Blindenstudienanstalt Marburg // Deutsche Nationalbibliothek Frankfurt // Fa. Lindner Arnstorf // Hessischer Rundfunk Frankfurt/M // Hochschule für Angew. Kunst Wien // HSE AG Darmstadt // Innside Hotel im Eurotheum Frankfurt // Kulturzentrum Venisseux Lyon // Land Hessen // Manchester Metropolitan University // Medienzentrum der ev. Kirche Hessen-Nassau Frankfurt/M // Medienhaus Frankfurt/M. // Museum für Kommunikation Frankfurt // Museum für Kunst und Gewerbe Hamburg // Musée Mallarmé Valaines sur Seine // Museum Schloß Burg, Burg/Saale // Museum van het Boek Den Haag // NASPA Wiesbaden // Neues Finanzamt der Stadt Memmingen // Ruth u. Martin Sackner Archiv of concrete and visual Poetry Miami Beach // Oberfinanzdirektion Frankfurt/M // Parco d’Arte Quarelli, Piemont // Sammlung Jones Day Frankfurt // Sammlung Micheal Trapp Mühlheim // Sparkasse Weserbergland Hameln // Stadt Frankfurt // Stadt- und Universitätsbibliothek Frankfurt // Stadt Engen // Stadt Wiesbaden // Teunen Konzepte GmbH Schloß Johannisberg
- Darüber hinaus befinden sich Werke in Privatsammlungen

## Stipendien
- 1990 Arbeitsstipendium der Stadt Salzburg; Förderatelier der Stadt Frankfurt
- 1995 Arbeitsstipendium Stadtzeichner Alsfeld
- 1997 Aldegrever-Stipendium Oslo
- 2000 Artists in Residence, Wallis/Schweiz; Mainzer Kunstpreis Eisenturm 2000
- 2015 Verlagsförderung der Stiftung Kunstfond Bonn für den Fotoessayband “SHANGRI-LA. Das Museum hinter der Brücke” (Hrsg. mit Cosima Schneider), modo-Verlag Freiburg[1]